# Georgios Psaros
Georgios Psaros, född 20 maj 1945 i Grekland, är en grekisk-svensk ingenjör och uppfinnare.
Georgios Psaros lämnade Grekland vid 17 års ålder 1962 och började 1963 som lärling hos Rune Elmqvist. Efter anställning på Elema-Schönander utbildade han sig till ingenjör på Stockholms tekniska institut 1969–1973. Efter studierna arbetade han på utvecklingsavdelningen på Siemens-Elema, senare köpt av Maquet, bland annat som forskningschef 1993–2010. Hans innovationer ligger bakom Maquets framgångar med tillverkning av respiratorer och narkosmaskiner.
Georgios Psaros fick Polhemspriset 2011 för "innovationer och tekniska förbättringar till grund för världsledande produkter inom anestesi och ventilation". . 2022 tog han emot det grekiska hederspriset Hedersmedborgare i Halkidiki i "tacksamhet för hans värdefulla vetenskapliga arbete och hans ovärderliga bidrag till mänskligheten."